# João Manoel de Abreu
João Manoel de Abreu (Portugal, c. século XVIII - c. século XIX) foi um médico português que atuou no chamado domínio ultramarino, em especial na Capitania-geral de Angola.
Tendo adquirido a carta de formação para atuar com Farmácia e Botânica em Portugal, no final do século XVIII, formação que o habilitou a atuar como boticário em Luanda (Angola), na época uma colónia portuguesa, João Manoel de Abreu se notabilizou por ser o primeiro aluno da Aula de Medicina e Anatomia de Luanda (antecessora da contemporánea Faculdade de Medicina da Universidade Agostinho Neto) a obter o grau académico de médico, quando, em 28 de Novembro de 1794, essa instituição de ensino lhe passou diploma de curso.
De acordo com a carta de aprovação de João Manoel de Abreu, o documento que serviu como diploma emitido por aquela Aula, na referida escola ele assistiu aulas das disciplinas de Anatomia, Fisiologia, Química, Matéria Médica e Prática de Medicina.
Após se formar como médico cirurgião, João Manoel de Abreu passou a atuar como cirurgião-mor no interior da colónia, especialmente em Benguela, conforme registro de 1816 em que se identificava um colono chamado de "João Manuel de Abreu" como o médico que atendia naquela cidade ultramarina, conforme pesquisa feita pelo médico e militar português Guilherme Abranches Pinto.